# Heath Park (Havering)
Heath Park est une zone anglaise située à l'est de Londres, dans le borough londonien de Havering.
Le quartier est situé à l'est de la ligne ferroviaire Romford-Upminster. Il a été construit vers 1908 à l'est de la paroisse de Romford, à côté de Hornchurch.